# Verkehrsverbund Ems-Jade
Der Verkehrsverbund Ems-Jade (VEJ) ist ein im Januar 2006 gegründeter Zusammenschluss aus Verkehrsunternehmen des Linienbusverkehrs (ÖPNV) im Bereich der Ostfriesischen Halbinsel. Dies sind die vier Landkreise Aurich, Friesland, Leer und Wittmund sowie die beiden Städte Emden und Wilhelmshaven. ÖPNV-Aufgabenträger und Auftraggeber für den Verbund sind die öffentlichen Verwaltungen dieser Städte und Kreise, deren Zusammenschluss als Verkehrsregion-Nahverkehr Ems-Jade (VEJ) bezeichnet wird. Hier ist auch der Landkreis Emsland Mitglied, dessen Integration in den Verkehrsverbund in der Vorbereitung ist (siehe Zukunft).

## Mitglieder
Mitglieder des  Verkehrsverbundes Ems-Jade (VEJ) sind Verkehrsunternehmen aus den Landkreisen Wittmund, Friesland, Aurich und Leer, so wie die Verkehrsgesellschaften in den kreisfreien Städten Emden und Wilhelmshaven.
Gesellschafter:
- Anrufbus Leer GmbH,
- Arendt-Reisen
- Blaue Bus-Reisen
- Buck-Reisen
- DB Regio
- Edzards-Reisen
- Fass Reisen
- Gerdes-Reisen
- Omnibusbetrieb Andreesen
- Omnibus Bruns
- Leda Bus
- Jacobs Reisedienst
- Janssen-Reisen Aurich
- Omnibusbetrieb Hinrich Uffen
- Stadtwerke Emden
- Kreisbahn Aurich Verkehrsbetriebe GmbH „Jan Klein“
- Verkehrsbetriebe Landkreis Leer
- Stadtverkehr Wilhelmshaven
- Verkehrsbetriebe Wiesmoor mbH „Jan Klein“
- Weser-Ems Bus
- Wissmann-Reisen

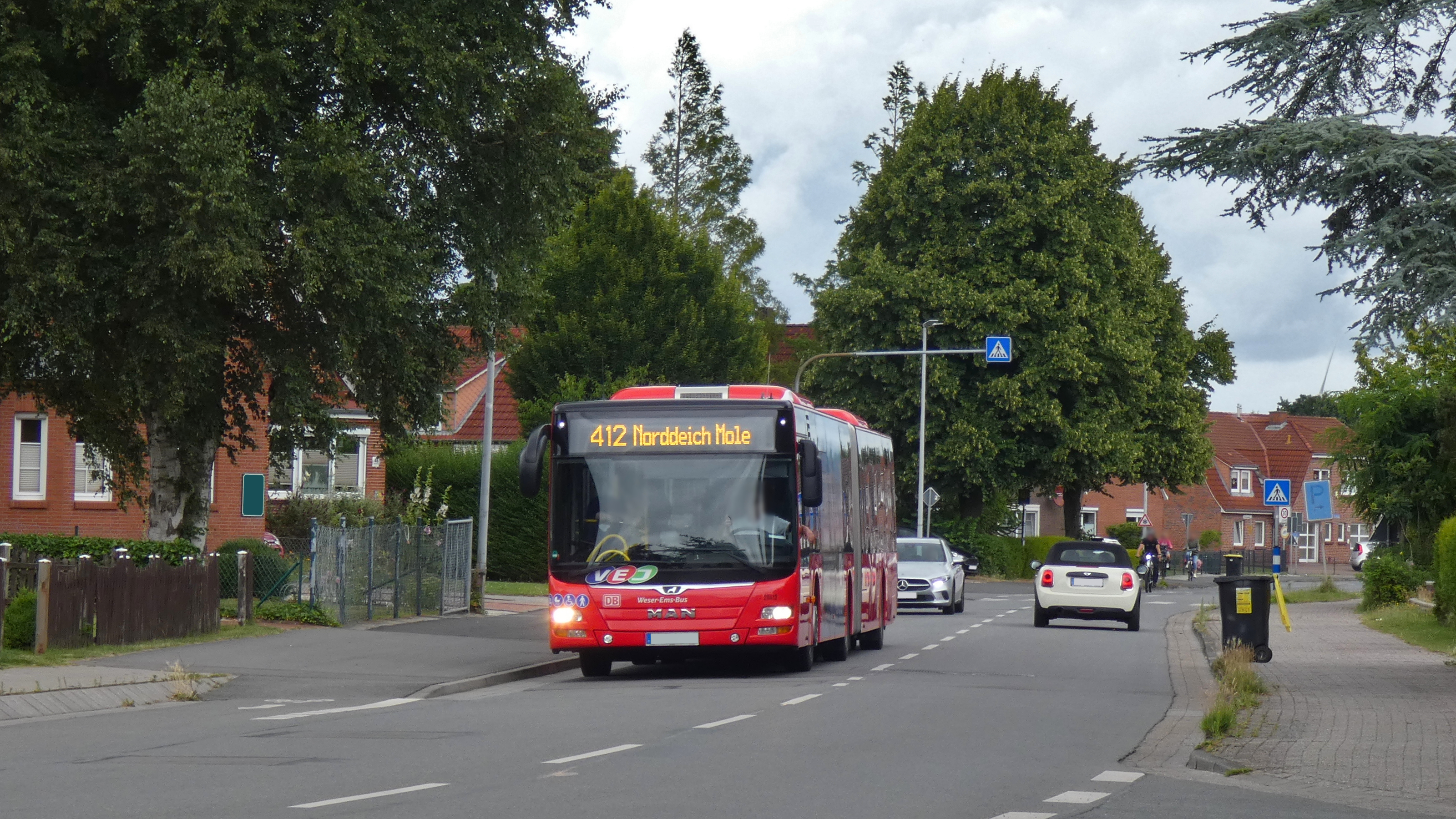
Omnibus der Weser-Ems-Bus in Norden

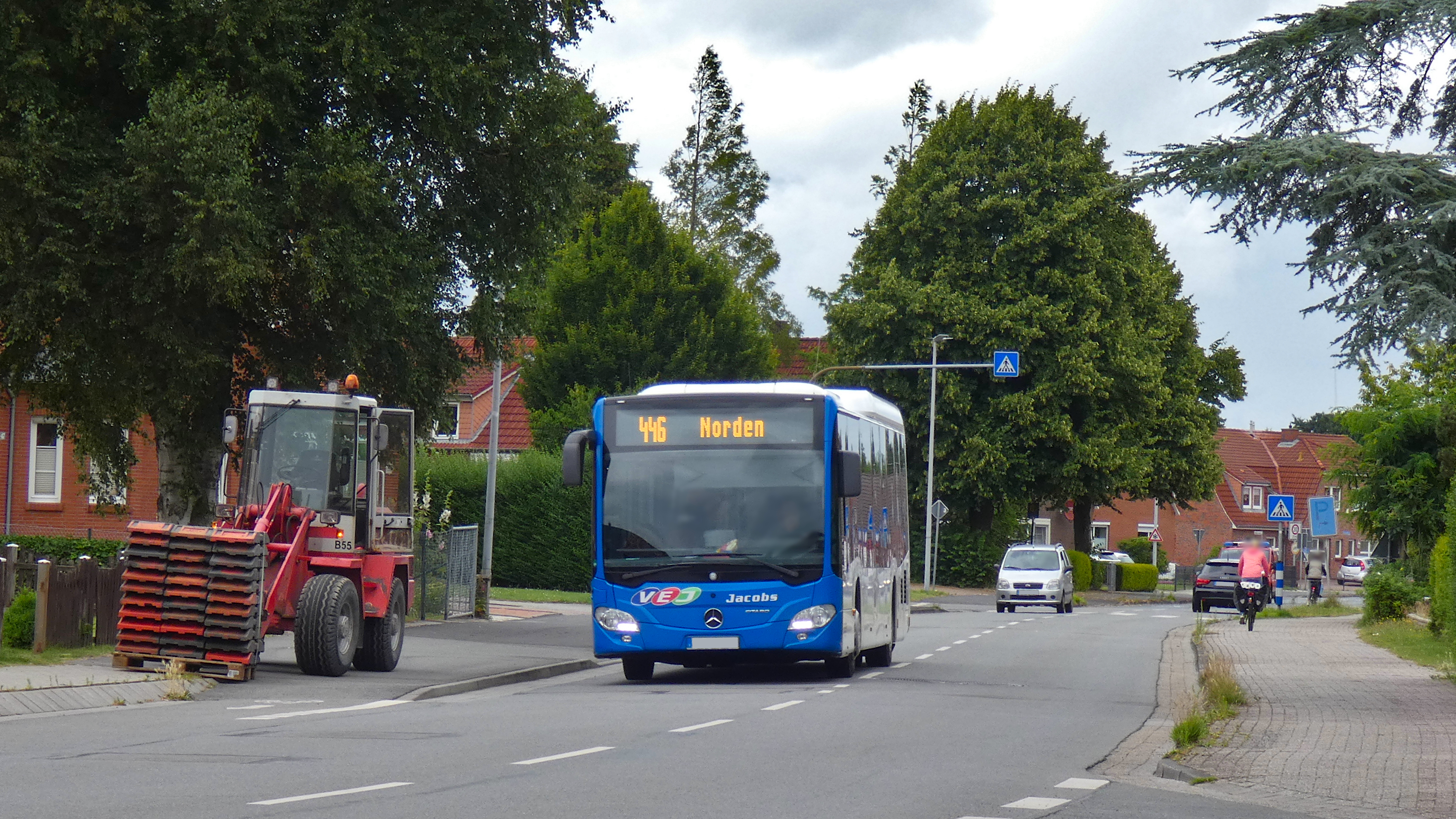
Omnibus des Jacobs Reisedienst in Norden

Im Verbundbereich existieren einheitliche Beförderungsbedingungen. Das gemeinsame Tarifsystem aller Verkehrsunternehmen im Verkehrsverbund Ems-Jade (ausgenommen die Stadtverkehre der Städte Emden, Leer und Wilhelmshaven) basiert auf dem Entfernungstarifsystem, die Fahrpreistafel des VEJ unterscheidet zwischen 20 Preisstufen. Eine Verknüpfung zum Schienenverkehr ist derzeit lediglich mit Zeitkarten bei ausgewählten Buslinien möglich. Ansonsten gelten im SPNV die Tarife der Deutschen Bahn. In einer viele Jahre beanspruchenden Aktion werden die Haltestellenschilder, die bisher die einzelnen Verkehrsbetriebe adressierten, auf die einheitliche Beschilderung des Verbundes umgestellt.

## Urlauberbus
Innerhalb des VEJ und des Landkreises Ammerland wird seit März 2009 im Sommerhalbjahr (15. März bis 31. Oktober) täglich ab 9 Uhr ein sog. Urlauberbus angeboten. Dabei können Urlauber mit einer gültigen Kur-/Gästekarte der genannten Region für 1 Euro pro Person und Strecke (beliebige Umstiege) mit allen regulären Buslinien die Region „erfahren“. Dieses Projekt dient u. a. zur Attraktivierung der Ferienregion Ostfriesland.
Die am stärksten frequentierten Verbindungen des Urlauberbusses sind dabei die Strecke Norden – Norddeich (Linie 412), die drei Küstenlinien zwischen dem Harlingerland und Norden/Norddeich sowie die Strecke Wilhelmshaven – Schillig (Linie 121).

## PlusBus
Zum 1. August 2024 führte der Landkreis Aurich mit dem Verkehrsverbund Ems-Jade die ersten PlusBus-Linien im Bundesland Niedersachsen ein.
Stand 1. Mai 2025
| Linie | Endpunkte            | Verlauf                                  | Verkehrsunternehmen          |
| ----- | -------------------- | ---------------------------------------- | ---------------------------- |
| 410   | Aurich ↔️ Emden      | Moordorf – Georgsheil                    | Kreisbahn Aurich (Jan-Klein) |
| 421   | Greetsiel ↔️ Emden   | Pewsum – Hinte                           | Kreisbahn Aurich (Jan-Klein) |
| 422   | Wirdum ↔️ Emden      | Eilsum – Pewsum – Loquard – Wybelsum     | Kreisbahn Aurich (Jan-Klein) |
| 450   | Aurich ↔ Emden       | Westerende-Kirchloog – Bangstede – Riepe | Weser-Ems-Bus                |
| 451   | Aurich ↔ Simonswolde | Westerende-Kirchloog – Ihlow – Fahne     | Weser-Ems-Bus                |
| 480   | Aurich ↔️ Jever      | Wittmund                                 | Kreisbahn Aurich (Jan-Klein) |

## Zukunft
Von Seiten des VEJ ist eine verbesserte Fahrgastinformation sowie die Weiterentwicklung des Tarifangebotes geplant. Mittelfristig sollen zudem gemeinsame Angebote mit den Nachbar-Verkehrsverbünden geschaffen werden. Zudem wird eine Einbindung des Schienenverkehrs in den Verkehrsverbund Ems-Jade angestrebt.
In Vorbereitung ist derzeit die Integration des Landkreises Emsland in den Verkehrsverbund. Diese verzögert sich jedoch durch einen anhängigen Rechtsstreit im Umfeld der bisher ausführenden Verkehrsunternehmen und einem Neubewerber.